# She's the One (film)
She's the One is een Amerikaans romantisch drama uit 1996. Het was de tweede film onder regie van Edward Burns, die zelf ook het verhaal schreef, een van de hoofdrollen speelt en samen met Ted Hope en James Schamus de productie verzorgde. Hij werd voor de film genomineerd voor de Grand Special Prize van het Deauville Film Festival. Voor het voor She's the One geschreven nummer Walls werd Tom Petty genomineerd voor een Golden Satellite Award.

## Verhaal
Taxichauffeur Mickey Fitzpatrick (Edward Burns) betrapte drie jaar geleden zijn verloofde met een andere man. Sindsdien houdt hij zich een beetje afzijdig en leeft hij rustig door zonder veel te verlangen. Dit tot ongenoegen van zijn broer Francis (Mike McGlone) en hun vader (John Mahoney). Francis heeft zelf fortuin gemaakt op de beurs van Wall Street en is getrouwd met Renee (Jennifer Aniston). Zij is gefrustreerd omdat Francis al tijden niet met haar naar bed gaat en het haar niet lukt hem te verleiden. Dit komt doordat hij een geheime buitenechtelijke affaire heeft met zijn Wall Street-collega Heather (Cameron Diaz). Voor zijn familie houdt hij Heather ook verborgen, want zij is de vrouw met wie zijn broer verloofd was totdat hij haar met een ander betrapte. Zo lang als Francis niet definitief voor haar gekozen heeft, houdt Heather zich niettemin het recht voor om ook het bed te delen met een oudere man, naar wie zij verwijst als 'Papa'. Dit maakt Francis stikjaloers.
Mickey verrast zijn familie wanneer hij serveerster Hope (Maxine Bahns) voor komt stellen. Zij stapte in zijn taxi en vroeg hem om haar naar de bruiloft van een vriendin in New Orleans te brengen. Tijdens de rit van meer van twintig uur werden ze zo verliefd op elkaar dat ze eenmaal op de bruiloft zelf ook met elkaar getrouwd zijn, ondanks dat ze elkaar niet langer dan één dag kenden. Mickey trekt bij haar in. Vervolgens stapt Heather in Mickeys taxi, wat de eerste keer is dat de ex-verloofden elkaar weer zien. Hij gaat bij haar thuis mee naar binnen omdat hij zich altijd heeft voorgenomen om zijn televisie mee te nemen als hij daar de kans toe zou krijgen. Zij heeft die nog, maar wil dan ook het horloge terug dat ze hem ooit gaf. Heather probeert Mickey opnieuw te verleiden, maar hij hapt niet. Hij wil niets van haar weten door wat ze hem drie jaar eerder heeft aangedaan. Zij sneert naar hem omdat ze er warmpjes bijzit door haar werk op Wall Street, terwijl hij nog altijd 'maar' een taxichauffeur is die nu ook nog eens met een maatschappelijk al even weinig status bezittende serveerster getrouwd is. Mickeys horloge geeft ze aan Francis.
Mickey wist nog niet dat dat Hope zich ingeschreven heeft om te studeren aan de Universiteit van Parijs. Als ze wordt toegelaten, moet hij beslissen of hij genoeg om haar geeft om met haar mee te gaan naar Frankrijk. Haar vriendin Connie (Leslie Mann) denkt van niet en heeft haar bedenkingen over Mickey. Hij is gek op haar, maar breekt zijn hoofd over de vraag wat hij moet doen. Terwijl hij daar - voor zichzelf - over nadenkt, huldigen Hope en hij het motto dat romantiek boven welvaart gaat. Ze hebben weinig, maar hebben ook weinig nodig om het samen naar hun zin te hebben. Renee heeft dezelfde denkbeelden, alleen staat ze daar in haar huwelijk wel alleen in. Zowel Francis als haar eigen zus Molly (Amanda Peet) vinden materieel bezit enorm belangrijk. Molly overweegt daarom ook om achter Renees ex Scott (Ron Farrell) aan te gaan. Ze vindt hem dik en ziet niets in hem, maar hij is wel welvarend en net gescheiden.
Renee heeft geen idee waarom Francis sinds een half jaar geen seks meer met haar wil. Hij doet dat niet omdat hij het oneerlijk vindt om met haar naar bed te gaan, terwijl hij verder wil met Heather. Hij kan alleen de moed niet vinden om haar dit te vertellen. Door de droogte beginnen Renee en Molly te vermoeden dat Francis misschien homoseksueel is. Wanneer ze hem dit vertelt, geeft dit hem het zetje dat hij nodig had om eerlijk te vertellen over Heather en over zijn wens om te scheiden. Renee gaat verdrietig weg. Francis gaat direct naar Heather om haar op voorhand ten huwelijk te vragen, ondanks dat hij eerst nog moet scheiden. Zij wil er over nadenken.
Het zit Hope niet lekker dat Mickey zo'n moeite heeft om te beslissen of hij meegaat naar Parijs, helemaal niet nadat hij haar vertelt dat hij bij Heather thuis is geweest. Daarom maakt ze de keuze voor hem en vertelt ze Mickey dat ze alleen gaat. Wanneer hij thuis Francis ziet, valt het hem op dat die zijn oude horloge om heeft. Hierdoor voelt Francis zich gedwongen om te vertellen dat hij van Heather houdt en met haar wil trouwen. Mickey is eerst kwaad, maar wanneer de woede bezonken is, vindt hij dat Francis iets moet weten over Heather voor hij met haar trouwt. Zij heeft haar opleiding betaald van geld van ze verdiende als callgirl. Voor Mickey was dit nooit een probleem, maar Francis verlaat het huis om dit even te laten bezinken en na te denken. Ondertussen blijkt dat hun moeder weggaat bij hun vader en ze sinds een half jaar met Mr. Deluca (Robert Weil) van het buurtwinkeltje naar bed gaat. Wanneer Francis Heather wil opzoeken om met haar te praten, verlaat zij net het huis. Ze wil niet met hem trouwen en is een dag daarvoor juist getrouwd met 'Papa', die geen probleem maakte van haar verleden. Hij is een voormalige klant van haar. Francis probeert het vervolgens over de telefoon goed te maken met Renee, maar die wil hem ook niet meer en is teruggegaan naar Scott. Wanneer beide broers concluderen dat ze het hebben verknald, besluit Mickey dat hij niet zonder Hope wil. Hij wil naar haar toe gaan om te vertellen dat hij mee wil naar Parijs, maar zij staat op hetzelfde moment aan de deur op uitnodiging van zijn vader om het goed te maken en mee te gaan vissen met de drie Fitzpatricks.

## Rolverdeling
| Acteur           | Personage           |
| ---------------- | ------------------- |
| Edward Burns     | Mickey Fitzpatrick  |
| Mike McGlone     | Francis Fitzpatrick |
| Maxine Bahns     | Hope                |
| Jennifer Aniston | Renee               |
| Cameron Diaz     | Heather             |
| John Mahoney     | Pa Fitzpatrick      |
| Malachy McCourt  | Tom                 |
| Leslie Mann      | Connie              |
| Amanda Peet      | Molly               |
| Anita Gillette   | Carol               |
| Frank Vincent    | Ron                 |
| Robert Weil      | Mr. Deluca          |
| Tom Tammi        | Father John         |
| Ron Farrell      | Scott               |